# Paypayrola grandiflora
Paypayrola grandiflora Tul. – gatunek roślin z rodziny fiołkowatych (Violaceae). Występuje naturalnie w Kostaryce, Panamie, Kolumbii, Wenezueli, Gujanie, Gujanie Francuskiej, Peru, Boliwii oraz Brazylii (w stanach Amazonas, Amapá, Pará, Rondônia, Roraima, Bahia i Maranhão). 

## Morfologia
PokrójZimozielone drzewo lub krzew. Dorasta do 10 m wysokości.
LiścieBlaszka liściowa ma kształt od eliptycznego do podługowato odwrotnie jajowatego, jest całobrzega, ma nasadę od tępej do klinowej i ostry lub tępy wierzchołek. Ogonek liściowy jest nagi.
KwiatyZebrane w gronach o długości 6–11 cm, wyrastają z kątów pędów. Mają działki kielicha o owalnym kształcie. Płatki są eliptycznie odwrotnie jajowate i mają żółtą barwę.

## Biologia i ekologia
Rośnie w lasach, na wysokości do 200 m n.p.m.